# 小南光司
小南 光司（こみなみ こうじ、1994年12月12日 - ）は、俳優、モデル。
北海道北見市生まれ、神奈川県横浜市出身。TRUSTAR所属。

## 経歴
美容室『OCEAN TOKYO』の専属ヘアモデルのほか、雑誌モデルとして活躍する。モデル業と並行し、2015年頃より舞台や映画出演などの俳優活動も開始する。
2017年、ゲーム『トゥールフレール77』の三雲凌役で声優として初出演。同年10月、自身の冠番組『#カワイイこみなみには旅をさせよ』が放送開始。同年11月、『ライジングウェーブ』のイメージモデルに就任。
2019年5月、自身のブログで3年間在籍した株式会社ココジャパンの退社を報告。フリーを経て、同年11月よりTRUSTAR所属となる。

## 人物
愛称は『こなん』。北海道北見市生まれの横浜育ち。楽天的な性格。
趣味はアニメ、ゲーム、野球。高校時代は野球の特待生であった。好きな食べ物はハンバーグ、カレー、焼肉、生ハム。
2016年、雑誌『Popteen』第2回イケメン総選挙で2位に選ばれた。

## 出演

### 舞台
- 不知森の神石〜アル・カポネに出逢ったら〜（2015年10月8日 - 12日、六行会ホール） - ジョージ・ストーン 役[10]
- 獅子相承（2016年1月5日 - 11日、シアターグリーンBIG TREE THEATER） - 勘太 役[11]
- LIVEDOGプロデュース公演 透明少女（2016年4月9日 - 17日、新宿村LIVE）[12] - 秋葉友佑とのWキャスト
- あんさんぶるスターズ! - 朔間零 役
  - あんさんぶるスターズ! オン・ステージ（2016年6月18日 - 26日、AiiA 2.5 Theater Tokyo）[13]
  - あんさんぶるスターズ!オン・ステージ 〜Take your marks!〜（2017年1月5日 - 15日、AiiA 2.5 Theater Tokyo / 1月25日・29日、梅田芸術劇場 シアター・ドラマシティ）[14]
  - あんさんぶるスターズ！オン・ステージ〜To the shining future〜（2018年1月19日 - 21日、梅田芸術劇場 シアター・ドラマシティ / 1月25日 - 2月5日、シアター1010）[15]
  - あんさんぶるスターズ！エクストラ・ステージ ～Destruction × Road～（2019年8月 - 9月、大阪 / 東京）主演
- ホイッスル！BREAK THROUGH-壁をつき破れ-（2016年8月31日 - 9月8日、シアター1010） - 中西秀二 役[16]
- バグバスターズ（2016年11月30日 - 12月6日、俳優座劇場） - 黄月明紀 役[17]
- KING OF PRISM -Over the Sunshine!-（2017年11月2日 - 5日、梅田芸術劇場 シアター・ドラマシティ / 11月8日 - 12日、AiiA 2.5 Theater Tokyo） - 神浜コウジ 役 [18]
  - KING OF PRISM -Shiny Rose Stars-（2020年2月20日 - 26日、TOKYO DOME CITY HALL）
- サイバーパンク朗読劇「RAYZ OF LIGHT//VIRAL」（2017年11月18日・19日、ユナイテッド・シネマアクアシティお台場 /11月26日、ジーベックホール） - 冷泉 役[19]
- クレスト☆シザーズ（2018年5月10日 - 13日、サンシャイン劇場 / 5月17日 - 19日、サンケイホールブリーゼ） - 松原洋平 役[20]
- イケメン革命◆アリスと恋の魔法 THE STAGE Episode 黒のキング レイ＝ブラックウェル（2018年9月6日 - 11日、全労済ホール スペース・ゼロ） - フェンリル＝ゴッドスピード 役[21]
- 逆転裁判 -逆転のGOLD MEDAL-（2019年1月16日 - 21日、シアター1010） - ヨークシャー・ベルジャン 役[22]
- 舞台「文豪とアルケミスト」 - 佐藤春夫 役
  - 余計者ノ挽歌（2019年2月21日 - 28日、シアター1010 / 3月9日・10日、京都劇場）[23]
  - 捻クレ者ノ独唱（2022年2月3日 - 13日、シアター1010 / 2月18日 - 20日、森ノ宮ピロティホール） [24]
- 春の修学旅行 『妖怪! 百鬼夜高等学校』～一条通と付喪神～（2019年2月27日 - 3月10日、新宿FACE / 3月23日 - 24日、京都劇場） - 蟹坊主 役（ゲスト出演）
- 俺たちマジ校デストロイ（2019年3月21日 - 30日、シアター1010） - 鈴城御由（ミユ） 役[25]
- ミュージカル『憂国のモリアーティ』（2019年5月10日 - 26日、天王洲 銀河劇場 他） - ブリッツ・エンダース伯爵 役
- 舞台ヨルハ - 二十一号 役
  - ver1.3a（2019年7月3日 - 7日、サンシャイン劇場 / 2019年7月11日 - 14日、サンケイホールブリーゼ）
  - ver1.3aa（2020年3月12日 - 15日）※中止
- 信長の野望・大志 -零- 桶狭間前夜 〜兄弟相克編〜（2019年11月14日 - 23日、かめありリリオホール / 11月23日、名古屋特殊陶業市民会館 ビレッジホール） - 滝川一益 役
- PERSONA5 the Stage - 喜多川祐介 役
  - PERSONA5 the Stage（2019年12月13日 - 15日、大阪メルパルクホール / 12月19日 - 29日、天王洲 銀河劇場）[26]
  - PERSONA5 the stage #2（2020年10月1日 - 4日、KT Zepp Yokohama / 10月17日 - 18日、サンケイホールブリーゼ）[27]
  - PERSONA5 the Stage #4 FINAL（2022年10月20日 - 23日、KT Zepp Yokohama）[28]
- 舞台「DECADANCE-太陽の子-」（2020年1月24日 - 2月1日、EX THEATER ROPPONGI / 2月8日 - 9日、森ノ宮ピロティホール）
- 舞台「炎炎ノ消防隊」（2020年7月31日 - 8月2日、梅田芸術劇場 シアター・ドラマシティ / 8月6日 - 9日、KT Zepp Yokohama） - 烈火星宮 役
- 宮下貴浩×私オムProduce vol.3「ぶきような嘘」（2020年12月2日 - 12月8日、シアターサンモール）[29]
- 舞台「チョコレート戦争～a tale of the truth～」（2021年1月16日・17日、メルパルク大阪 ホール / 1月23日 - 31日、シアター1010） - 吉川優 役[30]
- 『Charles Cheese Cake＆山本一慶 Presents コスチュームと物語の世界』
  - 『Charles Cheese Cake＆山本一慶 Presents コスチュームと物語の世界　VOL.3』（2021年2月6日、北とぴあ つつじホール）[31]
  - 『Charles Cheese Cake＆山本一慶 Presents コスチュームと物語の世界　総集編』「ドリアン・グレイの肖像（仮題）」（2021年2月11日、滝野川会館 もみじホール） [31]
- 朗読劇 ドラゴンギアス Another～再生のための物語～（2021年4月7日 - 11日、渋谷区文化総合センター大和田 伝承ホール） - 主演・エリック 役[32]
- 舞台「まわれ！無敵のマーダーケース!!」（2021年5月26日 - 30日、博品館劇場） - 藤澤智彦 役[33]
- Paradox Live on Stage - 燕夏準 役
  - Paradox Live on Stage（2021年9月9日 - 12日、品川プリンスホテル ステラボール / 9月16日 - 19日、梅田芸術劇場 シアター・ドラマシティ）※大阪公演中止[34]
  - Paradox Live on Stage vol.2（2023年3月9日 - 19日、品川プリンスホテル ステラボール）[35]
- 『ワールドトリガー the Stage』 - 嵐山准 役
  - 『ワールドトリガー the Stage』（2021年11月19日 - 28日、品川プリンスホテル ステラボール / 12月2日 - 5日、サンケイホールブリーゼ）[36][37]
  - 『ワールドトリガー the Stage』大規模侵攻編（2022年8月5日 - 14日、品川プリンスホテル ステラボール / 8月19日 - 21日、京都劇場）[38][39]
- 舞台「殺人の告白」（2022年6月17日 - 26日、サンシャイン劇場） - グァンス 役[40]
- ウィングレス（wingless）-翼を持たぬ天使-（2023年5月1日 - 21日、紀伊國屋サザンシアター TAKASHIMAYA / 5月27日・28日、梅田芸術劇場 シアター・ドラマシティ） - 岩波大介 役[41]
- 舞台「転生したらスライムだった件」（2023年8月3日 - 5日、メルパルク大阪 ホール / 8月11日 - 14日、日本青年館ホール） - ランガ 役[42]
- ミュージカル「コードギアス 反逆のルルーシュ 正道に准ずる騎士」（2023年9月16日 - 18日、京都劇場 / 9月23日 - 10月1日、サンシャイン劇場） - 主演・ルルーシュ・ランペルージ 役（W主演）[43][44]
- ある閉ざされた雪の山荘で（2024年1月22日 - 28日、大手町三井ホール） - 雨宮京介 役[45]
- 舞台「地獄楽-終の章-」（2024年2月15日 - 18日、シアター1010 / 2月23日 - 25日、COOL JAPAN PARK OSAKA TTホール） - 山田浅ェ門殊現 役[46]
- 歌絵巻「ヒカルの碁」序の一手（2024年7月5日 - 14日、サンシャイン劇場） - 藤原佐為 役[47]
- 舞台「東京リベンジャーズ」-天竺編-（2024年8月29日 - 31日、森ノ宮ピロティホール / 9月4日 - 16日、IMM THEATER） - 灰谷蘭 役[48]
  - 舞台「東京リベンジャーズ」-The LAST LEAP-（2025年6月26日 - 29日、COOL JAPAN PARK OSAKA WWホール / 7月3日 - 10日、KAAT神奈川芸術劇場 ホール）[49]
- GRAVITY on STAGE（2024年11月4日、TACHIKAWA STAGE GARDEN） - アルテ 役[50]
- ブルーシャトルプロデュース「松陰狂詩曲」（2024年11月28日 - 12月4日、あうるすぽっと / 12月12日 - 17日、ナレッジシアター） - 坂本龍馬 役[51]
- ミュージカル「1789 -バスティーユの恋人たち-」（2025年4月8日 - 29日、明治座 / 5月、大阪新歌舞伎座） - ハンス・アクセル・フォン・フェルゼン 役[52]
- 統芸能×朗読劇 和がたりシリーズ〜湊川神社神能殿〜「楠俤」（2025年1月24日・25日、湊川神社 神能殿）[53]
- 舞台「エグ女2025」（2025年10月3日 - 5日〈予定〉、日本青年館ホール）[54]

### ドラマ
- お迎えデス。（2016年）
- わたしを離さないで（2016年）
- ディキータマリモット 〜オウセンの若者たち〜（2018年、テレビ神奈川） - エレニ 役[55]
- 妖怪!百鬼夜高等学校（2018年、BS日テレ） - 蟹坊主 役[56]
- サウナーマン〜汗か涙かわからない〜 第8話（2019年、朝日放送） - シャーク 役
- チョコレート戦争〜朝に道を聞かば夕べに死すとも可なり〜（2020年、テレビ神奈川） - 吉川優 役[57]
- 魔進戦隊キラメイジャー第32話（2020年、テレビ朝日） - 日下優人 役[58]
- 絶対BLになる世界VS絶対BLになりたくない男（2021年、CSテレビ朝日） - 内海 役[59]
- FLAIR BARTENDER'Z（2022年、MBS） - 五十嵐涼 役
- 科捜研の女 season23 第5話（2023年、テレビ朝日） - 土橋春樹 役[60]
- ジャンヌの裁き 第5話（2024年、テレビ東京） - 葛城修治 役[61]

### 映画
- お江戸のキャンディー2（2017年） - 好吉 役[62]
- 傷だらけの悪魔（2017年） - 当麻篤史 役[63]
- 高校愚連隊（2017年） - 主演・江原春樹 役[64]
- 海にのせたガズの夢（2018年）[65]
- 名前のない女たち うそつき女（2018年） - ツバサ 役[66]
- ニート・ニート・ニート（2018年）[67]
- いつまでも忘れないよ（2018年） - エレニ 役[68]
- BATTLE KING!! Map of The Mind -序奏・終奏-（2025年） - 浅井静空 役[69]

### ゲーム
- イケメン研究所（2017年） - ナビゲーター バーニー・サオトメ 役[70]
- バンドやろうぜ!（2017年） - 宣伝プロデューサー[71]
- トゥールフレール77（2017年） - 三雲凌 役[72] ※声の出演

### テレビ番組
- モテ福（2017年7月 - 、テレビ埼玉） - 準レギュラー
- #カワイイこみなみには旅をさせよ（2017年10月15日 - 2019年3月30日、BSフジ）

### インターネット番組
- 小南光司のおもてなしcafe（2017年 - 、ニコニコ動画）
- はつ恋とビー玉 ～10の約束～（2021年2月5日、【公式】『はつ恋とビー玉 ～10の約束～』Twitter）[73]
- あつまれっ!炎のモルックリーグ!（2021年9月1日、U-NEXT）全2回[74]

### CM
- CROOZ『エレメンタルストーリー』（2015年）
- ミュゼプラチナム『coloree』（2018年）

### PV
- 井上実優「Shake up」（2017年[75]）

### イベント
- STAGE FES 2017（2017年12月31日、大宮ソニックシティ） - 神浜コウジ 役
- あんさんぶるスターズ! - 朔間零 役
  - あんステフェスティバル（2018年9月、横浜文化体育館 / 神戸ワールド記念ホール）[76]
  - 『あんさんぶるスターズ！THE STAGE』-Party Live-（2023年3月25日・26日、ぴあアリーナMM）[77]
- STAGE FES 2018（2018年12月31日、大宮ソニックシティ） - 神浜コウジ 役 / 鈴城御由（ミユ） 役[78]
- ACTORS☆LEAGUE 2021（2021年7月20日、東京ドーム）[79]
- ACTORS☆LEAGUE 2022（2022年8月22日、東京ドーム）[80]
- ACTORS☆LEAGUE 2023（2023年7月3日、東京ドーム）

### ランウェイ
- KANSAI COLLECTION 2016 SPRING&SUMMER（2016年2月28日、京セラドーム大阪[81]）
- KANSAI COLLECTION 2017 SPRING&SUMMER（2017年3月19日、京セラドーム大阪[82]）
- 超十代 - ULTRA TEENS FES - 2017＠TOKYO（2017年3月28日、幕張メッセ[83]）

### アニメ
- GLAMOROUS HEROES（2017年） - フランシス・デュカ 役

### その他
- Sho-Comi DVDドラマ『4月の君、スピカ。』（2016年10号付録DVD） - 大高深月 役[84][85]

## 書籍

### 雑誌
- Samurai ELO（インフォレスト→三栄書房、2015年 - 2017年[3]）メンズモデル
- Popteen（角川春樹事務所、2015年 - 2017年[86][3]）メンズモデル

### 写真集
- 小南光司 1st 写真集『1K』（イーネット・フロンティア、2018年12月12日）

## ディスコグラフィ

### DVD
- 〜小南光司〜小南のこんなんどうでしょう？（アイツー、2017年2月2日）

### キャラクターソング
| 発売日        | 商品名                                                   | 歌                                             | 楽曲                                             | 備考                                                |
| ------------- | -------------------------------------------------------- | ---------------------------------------------- | ------------------------------------------------ | --------------------------------------------------- |
| 2018年3月23日 | 舞台 KING OF PRISM -Over the Sunshine!- Prism Song Album | ALL CAST                                       | 「BOY MEETS GIRL」 「Shiny Heart Beat」          | 舞台『KING OF PRISM -Over the Sunshine!-』劇中歌    |
| 2018年3月23日 | 舞台 KING OF PRISM -Over the Sunshine!- Prism Song Album | Over The Rainbow                               | 「athletic core」 「Flavor」 「Eternal Rainbow」 | 舞台『KING OF PRISM -Over the Sunshine!-』劇中歌    |
| 2020年6月26日 | 舞台 KING OF PRISM -Shiny Rose Stars- Prism Song Album   | 「虹色CROWN -stage size-」                     | Over The Rainbow                                 | 舞台『KING OF PRISM -Shiny Rose Stars-』劇中歌      |
| 2020年6月26日 | 舞台 KING OF PRISM -Shiny Rose Stars- Prism Song Album   | 神浜コウジ（小南光司）、鷹梁ミナト（五十嵐雅） | 「S-MY-LE KITCHEN!!」                            | 舞台『KING OF PRISM -Shiny Rose Stars-』劇中歌      |
| 2020年6月26日 | 舞台 KING OF PRISM -Shiny Rose Stars- Prism Song Album   | ALL CAST                                       | 「Shiny Heart Beat -2020 ver.-」                 | 舞台『KING OF PRISM -Shiny Rose Stars-』劇中歌      |
| 2021年6月16日 | 矢野・小南 絵物語WA-GEI OP&ED「花火/浪漫主義」           | 芝浜（矢野奨吾）、怪僧伝達（小南光司）         | 「花火」                                         | ラジオ「矢野・小南 絵物語WA-GEI」オープニングテーマ |

### ユニットメンバー
1. ↑  一条シン（橋本祥平）、神浜コウジ（小南光司）、速水ヒロ（杉江大志）、仁科カヅキ（大見拓土）、太刀花ユキノジョウ（横井翔二郎）、香賀美タイガ（長江崚行）、十王院カケル（村上喜紀）、鷹梁ミナト（五十嵐雅）、西園寺レオ（星元裕月）、涼野ユウ（廣野凌大）、如月ルヰ（内藤大希）、大和アレクサンダー（spi）、高田馬場ジョージ（古谷大和）、氷室聖（栗田学武）、法月仁（前内孝文）
2. 1 2  神浜コウジ（小南光司）、速水ヒロ（杉江大志）、仁科カヅキ（大見拓土）
3. ↑  一条シン（橋本祥平）、神浜コウジ（小南光司）、速水ヒロ（杉江大志）、仁科カヅキ（大見拓土）、太刀花ユキノジョウ（横井翔二郎）、香賀美タイガ（長江崚行）、十王院カケル（村上喜紀）、鷹梁ミナト（五十嵐雅）、西園寺レオ（星元裕月）、涼野ユウ（廣野凌大）、大和アレクサンダー（spi）、高田馬場ジョージ（古谷大和）、如月ルヰ（横田龍儀）、池袋エィス（小林竜之）、氷室聖（栗田学武）、法月仁（前内孝文）、黒川冷（及川洸）、田中会長（佐久間祐人）